# Рассохты
Рассохты — деревня в Зарайском районе Московской области, в составе муниципального образования сельское поселение Гололобовское (до 28 февраля 2005 года входила в состав Масловского сельского округа).

## География
Рассохты расположены в северо-восточной части Зарайского района, в 14 км на северо-восток от Зарайска. Через деревню протекает река Рудница, высота центра деревни над уровнем моря — 168 м.

## Население
| 2002 | 2006 | 2010 |
| ---- | ---- | ---- |
| 20   | ↘17  | ↘11  |

## История
Рассохты впервые в исторических документах упоминается в 1790 году как сельцо, с 31 двором и 288 жителями. В 1858 году числился 81 двор и 389 жителей, в 1906 году — 98 дворов и 690 жителей. В 1929 году был образован колхоз «Светлый путь», в 1960 году включённый в совхоз «Маслово». До 1936 года — центр Рассохтовского сельсовета.